# Seznam tradičních názvů hvězd
Seznam tradičních jmen hvězd obsahuje seznam vlastních jmen hvězd, které schválila Mezinárodní astronomická unie (IAU). V astronomii se hvězdy označují různými jmény, včetně katalogových označení, současných i historických jmen a cizojazyčných názvů. IAU je jedinou mezinárodně uznávanou autoritou pro přidělování astronomických označení hvězd. Jen malá část známých hvězd má vlastní jména; všechny ostatní mají pouze označení z různých katalogů nebo seznamů, případně nemají žádný identifikátor.
Nejčastěji jsou pojmenovány nejjasnější hvězdy na obloze nebo hvězdy, které tvoří části souhvězdí. Hvězdy mohou mít i více vlastních jmen, protože mnoho různých kultur a národů je pojmenovávalo nezávisle na sobě. Například Polárka byla v různých dobách a na různých místech lidské historie známá také pod jmény Alrucaba, Angel Stern, Cynosura, Al Djedi, Mismar, Navigatoria, Phoenice, Stella Maris, Tramontana a Yilduz.
Mnoho známých jmen hvězd pochází z doby před založením IAU (1922), jsou to především historická jména pocházející z arabštiny či latinky a jsou jimi označeny většinou hvězdy viditelné pouhým okem, tedy před vynálezem dalekohledu. Další jména, především pro nové proměnné hvězdy, včetně nov a supernov, neustále přibývají. V roce 2016 IAU vytvořila Pracovní skupinu pro jména hvězd (WGSN), jejímž cílem je katalogizovat a standardizovat vlastní jména hvězd. Tato skupina vydala postupně několik bulletinů a seznamů vlastních jmen hvězd a ve spolupráci s projektem NameExoWorlds nabízí všem zemím možnost pojmenovat jednu exoplanetu a její hostitelskou hvězdu. Aktuální seznam vlastních jmen hvězd publikuje IAU. V červenci 2025 seznam obsahoval přes 500 vlastních jmen hvězd.
V posledních několika staletích byl malý počet hvězd pojmenován také po jednotlivých lidech. Existují asi dvě desítky hvězd, které mají historická jména nebo které byly pojmenovány na počest astronomů, například Barnardova hvězda a Kapteynova hvězda. Kromě toho má mnoho hvězd katalogová označení, která obsahují jméno jejich sestavovatele nebo objevitele. Na základě kampaně NameExoWorlds schválila IAU v roce 2019 jméno Absolutno (podle Čapkova románu Továrna na absolutno) pro hvězdu XO-5 v souhvězdí Rysa a jméno příslušné exoplanety XO-5b na Makropulos.

### Seznam vlastních jmen
V níže uvedeném seznamu je uvedeno „moderní“ vlastní jméno hvězdy schválené WGSN a zapsané v Seznamu schválených jmen hvězd IAU nebo jinak schválené IAU. WGSN se rozhodla přidělovat vlastní jména jednotlivým hvězdám, nikoliv celým vícenásobným hvězdným systémům. U takových jmen, které se týkají členů vícenásobných hvězdných systémů a kde není výslovně uvedeno písmeno složky (např. z Washingtonského katalogu dvojhvězd), WGSN uvádí, že jméno by mělo být chápáno jako jméno přiřazené vizuálně nejjasnější složce. 
Historická jména hvězd pocházejí z různých minulých kultur a jazyků, většinou z oblasti Středního východu a Středomoří. Od středověku se vzájemně míchaly a předávaly dále v latince. Vysvětlit původ jmen není snadné. Zásadní překážkou je středověký latinský, často zkomolený přepis arabských názvů a také arabština sama. Důležitou součástí určení původu jmen je také arabské chápání hvězdného nebe. S přepisem historických jmen také souvisí i český přepis do arabštiny bez použití arabských písmen..
V roce 2025 IAU založila projekt určený k dokumentaci všech historických a domorodých jmen hvězd (ASE). Protože IAU začala v roce 2025 předělávat své stránky do nového formátu, je tato encyklopedie zatím hostována na serveru university.
Podkladem k seznamu jsou především zdroje . Na mapách a v jiných seznamech lze nalézt i jiné názvy hvězd, než které jsou zde uvedeny. Tento seznam si neklade za cíl být zcela vyčerpávající. Jsou zde zahrnuta jména, která se běžně vyskytují v moderních publikacích, a také řada méně obvyklých a dokonce i nejasných jmen (označeny znakem "†"). Ačkoli některé z uvedených jmen lze nalézt i jinde s jiným pravopisem, zde byly vybrány pouze nejběžnější pravopisy, které se vyskytují v moderních astronomických pramenech. Původ jmen lze také najít i v jiných zdrojích, někdy i aplikovaných na jiné hvězdy. Pokud není v seznamu uvedeno jinak, zde jsou vybrána jména podle seznamu IAU.
| Jméno                            | Označení                | Souhvězdí         | Komentář |
| -------------------------------- | ----------------------- | ----------------- | --- |
| Absolutno                        | XO-5                    | Rys               | IAU 2019 NameExoWorlds Český návrh; podle Čapkova románu Továrna na absolutno |
| Acamar                           | θ1 Eridani A            | Eridanus          | Z arabsko-islámského názvu Akhir al-nahr („Konec řeky“). |
| Acrab                            | β1 Scorpii Aa           | Štír              | β Scorpii sdílela tradiční jména Acrab, Akrab nebo Elacrab, všechna odvozená z arabského jména العقرب al-'Aqrab („Štír“). |
| Acrux                            | α Crucis Aa             | Jižní kříž        | „Acrux“ je moderní zkratka Bayerova označení hvězd, které vzniklo v 19. století, ale začalo se běžně používat až v polovině 20. století. |
| Acubens                          | α Cancri Aa             | Rak               | Od středověku se používá s různými přepisy; z arabského slova الزبانى az-zubāná („dráp“), použitého v Ptolemaiově Tetrabiblos při popisu hvězd α a ι Cnc. Jinak se stejné arabské slovo používalo pro „drápy“ Štíra. |
| Adhafera                         | ζ Leonis Aa             | Lev               | Nazývá se také Aldhafera. Název pochází z arabštiny: الضفيرة aḍ-ḍafīra („Pramen vlasů“ pro kupu v Panně). V minulosti nesprávně použito pro Lva (částečně kvůli tomu, že v Almagestu se o „vlasech“ pojednává v rámci souhvězdí Lva). |
| Adhara                           | ε Canis Majoris A       | Velký pes         | Význam jména není plně znám. Nejnovější výklad vychází z arabského názvu asterismu al-ʿadhārā („Panny“), pro ε, δ, η a ο2 CMa. |
| Adhil                            | ξ Andromedae            | Andromeda         | Z arabského slova الذيل að-ðayl („vlečka šatů nebo oděvu“), použitého v arabském Almagestu při popisu A a χ And a ve středověkém latinském Almagestu přeloženého jako adhil. Toto slovo bylo v minulosti nesprávně použito jako název hvězdy ξ And.                                                                                            |
| Achernar                         | α Eridani A             | Eridanus          | Arabský název آخر النهر āḫiru ʾn-nahr znamená „Konec řeky“; původně se používal pro θ Eri, která byla ve starověkém katalogu hvězd Almagest považována za konec řeky. Název byl přenesen na α Eri v době renesance, kdy bylo souhvězdí rozšířeno na jih ke svému novému konci.                                                                 |
| Achird                           | η Cassiopeiae A         | Kasiopeja         | Uvedeno v Bečvářově Atlas Coeli, ale původní zdroj není znám. |
| Ain                              | ε Tauri Aa1             | Býk               | Zkratka z arabského ain al-thaur („Oko býka“) pro Tau. Ptolemaios měl α Tau na jižním oku a ε Tau na severním oku. |
| Ainalrami                        | ν1 Sagittarii A         | Střelec           | Z arabského عين الرامي ʿain ar-rāmī („oko střelce“). |
| Aiolos                           | HD 95086                | Lodní kýl         | IAU 2022 NameExoWorlds Řecký návrh; pojmenován po bohu Aiolosovi z řecké mytologie. |
| Aladfar                          | η Lyrae Aa              | Lyra              | Z arabského الأظفر al-ʾuẓfur („drápy“ střemhlavého orla), společně s μ Lyrae (Alathfar). |
| Alasia                           | HD 168746               | Had               | IAU NameExoWorlds 2019 Kyperský návrh; první historicky doložený název Kypru (polovina 15. století). |
| Alathfar †                       | μ Lyrae                 | Lyra              | Z arabského الأظفر al-ʾuẓfur („drápy“ střemhlavého orla), společně s η Lyrae (Aladfar). |
| Albaldah                         | π Sagittarii A          | Střelec           | Z arabského البلدة al-balda ('město'). V kalendáři Al Achsasi Al Mouakket je označena jako نير البلدة nayyir al-baldah, což se do latiny překládá jako Lucida Oppidi („nejjasnější ve městě“). |
| Albali                           | ε Aquarii               | Vodnář            | Z arabského slova bāliʿ („polykač“), použitého v arabské diskusi vztahující se k arabskému jménu lunárního sídla saʿd bulaʿ (uvedenému pro ε, μ a ν Aqr). Později byl k bāliʿ přidán arabský člen al- a slovo se začalo používat jako název hvězdy.                                                                                            |
| Albireo                          | β1 Cygni Aa             | Labuť             | Zdroj jména Albireo není zcela jasný. |
| Alcor                            | 80 Ursae Majoris Ca     | Velká medvědice   | Pochází z arabského الخوار al-khawāri, což znamená „ten slabý“, jako slabě znatelný společník hvězdy Mizar. Některé zdroje uvádí jiný původ jména (viz poznámka u jména Alioth). |
| Alcyone                          | η Tauri A               | Býk               | Člen otevřené hvězdokupy Plejády (M45). Alcyone (starořecky Ἀλκυόνη Alkyonē) byla v řecké mytologii jednou ze sester Plejád. |
| Aldebaran                        | α Tauri                 | Býk               | Aldebaran je jedním z nejstarších arabských hvězdných jmen používaných na Západě, pochází z konce 10. století našeho letopočtu. Jméno pochází z arabského الدبران ad-dabarān, které zřejmě znamená „následovník“ (Plejád). |
| Alderamin                        | α Cephei                | Cefeus            | Z arabského الذراع اليمين al-dhirāʿ al-yamīn („pravé předloktí“). |
| Aldhanab                         | γ Gruis                 | Jeřáb             | Z tradičního arabského الذنب al-dhanab („ocas“ ryby), když hvězda byla ještě součástí souhvězdí Jižní ryby s Bayerovým označením κ Piscis Austrini. |
| Aldhibah                         | ζ Draconis A            | Drak              | |
| Aldulfin                         | ε Delphini              | Delfín            | |
| Alfarasalkamil                   | ο Andromedae            | Andromeda         | Alfarasalkamil (الفرس الكامل), „Úplný kůň“, je moderní jméno hvězdy, které IAU udělila v květnu 2025. Připomíná staré a dnes již zastaralé souhvězdí as-Sufi. |
| Alfirk                           | β Cephei Aa             | Cefeus            | |
| Algedi                           | α2 Capricorni           | Kozoroh           | |
| Algenib                          | γ Pegasi                | Pegas             | |
| Algieba                          | γ Leonis                | Lev               | |
| Algol                            | β Persei Aa1            | Perseus           | |
| Algorab                          | δ Corvi A               | Havran            | |
| Alhena                           | γ Geminorum Aa          | Blíženci          | |
| Alchiba                          | α Corvi                 | Havran            | Z arabského ألخبا al-khibāʾ („stan“), později se jméno objevilo v katalogu hvězd v kalendáři Al Achsasi al Mouakket, a bylo do latiny přeložen jako Rostrum Corvi („zobák vrány“). WGSN schválila jméno Alchiba pro tuto hvězdu v roce 2016 a je tak nyní zařazena do seznamu jmen schválených IAU.                                            |
| Alioth                           | ε Ursae Majoris A       | Velká medvědice   | |
| Aljanah                          | ε Cygni Aa              | Labuť             | |
| Alkaid                           | η Ursae Majoris         | Velká medvědice   | |
| Alkalurops                       | μ1 Bootis Aa            | Pastýř            | |
| Alkaphrah                        | κ Ursae Majoris A       | Velká medvědice   | |
| Alkarab                          | υ Pegasi                | Pegas             | Tradiční arabský název Al Karab („lano s vědrem“), původně asterismus obsahující τ a υ Peg |
| Alkes                            | α Crateris              | Pohár             | |
| Almaaz                           | ε Aurigae               | Vozka             | |
| Almach                           | γ Andromedae A          | Andromeda         | |
| Al Minliar al Asad †             | κ Leonis                | Lev               | Z arabského أل مينلير أل أسد al mynilir 'al 'asad („nos lva“) |
| Alnair                           | α Gruis                 | Jeřáb             | |
| Alnasl                           | γ2 Sagittarii           | Střelec           | |
| Alnilam                          | ε Orionis               | Orion             | |
| Alnitak                          | ζ Orionis Aa            | Orion             | |
| Alniyat                          | σ Scorpii Aa1           | Štír              | |
| Alphard                          | α Hydrae                | Hydra             | |
| Alphecca                         | α Coronae Borealis      | Severní koruna    | |
| Alpheratz                        | α Andromedae Aa         | Andromeda         | |
| Alpherg                          | η Piscium A             | Ryba              | |
| Alrakis                          | μ Draconis A            | Drak              | |
| Alrescha                         | α Piscium A             | Ryba              | |
| Alruba                           | HD 161693               | Drak              | |
| Alsafi                           | σ Draconis              | Drak              | |
| Alsciaukat                       | 31 Lyncis               | Rys               | |
| Alsephina                        | δ Velorum Aa            | Plachty           | |
| Alshain                          | β Aquilae A             | Orel              | |
| Alshat                           | ν Capricorni A          | Kozoroh           | |
| Altair                           | α Aquilae               | Orel              | |
| Altais                           | δ Draconis              | Drak              | |
| Alterf                           | λ Leonis                | Lev               | |
| Aludra                           | η Canis Majoris         | Velký pes         | |
| Alula Australis                  | ξ Ursae Majoris Aa      | Velká medvědice   | |
| Alula Borealis                   | ν Ursae Majoris         | Velká medvědice   | |
| Alya                             | θ1 Serpentis A          | Had               | |
| Alzirr                           | ξ Geminorum             | Blíženci          | |
| Amadioha                         | HD 43197                | Velký pes         | IAU 2019 NameExoWorlds Nigerijský návrh; jméno podle boha Amadioha z mytologie kmene Igbo. |
| Amansinaya                       | WASP-34                 | Pohár             | IAU 2019 NameExoWorlds Filipínský návrh; jméno po Amanu Sinayovi, božstvu oceánu a ochránci rybářů v tagalské mytologii. |
| Anadolu                          | WASP-52                 | Pegas             | IAU 2019 NameExoWorlds Turecký návrh; v turecké kultuře odkazuje na rodnou zemi. |
| Añañuca                          | GJ 367                  | Plachty           | IAU 2022 NameExoWorlds Chilský návrh; pojmenován podle chilské divoké květiny Phycella cyrtanthoides. |
| Angetenar                        | τ2 Eridani              | Eridanus          | |
| Ancha                            | θ Aquarii               | Vodnář            | |
| Aniara                           | HD 102956               | Velká medvědice   | IAU 2019 NameExoWorlds Švédský návrh; název kosmické lodi v básni Aniara, kterou napsal Harry Martinson. |
| Ankaa                            | α Phoenicis             | Fénix             | |
| Anser                            | α Vulpeculae            | Lištička          | |
| Antares                          | α Scorpii A             | Štír              | |
| Antinous                         | θ Aquilae               | Orel              | Antinous je název zaniklého souhvězdí, které bylo sloučeno se souhvězdím Orla, s nímž sousedilo na severu. |
| Arcalís                          | HD 131496               | Pastýř            | IAU 2019 NameExoWorlds Andorrský návrh; jméno podle horského vrcholu ve Vallnordu na severu země. |
| Arcturus                         | α Bootis                | Pastýř            | |
| Arkab Posterior                  | β2 Sagittarii           | Střelec           | |
| Arkab Prior                      | β1 Sagittarii           | Střelec           | |
| Arneb                            | α Leporis A             | Zajíc             | |
| Armus †                          | η Capricorni            | Kozoroh           | Starší jméno hvězdy používané v astrologickém kontextu. |
| Arrakis †                        | μ Draconis              | Drak              | Starší jméno hvězdy |
| Ascella                          | ζ Sagittarii A          | Střelec           | |
| Asellus Australis                | δ Cancri Aa             | Rak               | |
| Asellus Borealis                 | γ Cancri Aa             | Rak               | |
| Asellus Primus †                 | θ Bootis                | Pastýř            | Starší jméno hvězdy, z latinského „první mládě osla“. |
| Asellus Secundus †               | ι Bootis                | Pastýř            | Starší jméno hvězdy, z latinského „druhé mládě osla“. |
| Asellus Tertius †                | κ Bootis                | Pastýř            | Starší jméno hvězdy, z latinského „třetí mládě osla“. |
| Ashlesha                         | Epsilon Hydrae          | Hydra             | |
| Aspidiske                        | ι Carinae               | Lodní kýl         | |
| Asterope                         | 21 Tauri A              | Býk               | |
| Atakoraka                        | WASP-64                 | Velký pes         | IAU 2019 NameExoWorlds Tožský návrh; znamená „hřeben Atakory“. |
| Athebyne                         | η Draconis A            | Drak              | |
| Atik                             | ο Persei A              | Perseus           | |
| Atlas                            | 27 Tauri Aa1            | Býk               | |
| Atria                            | α Trianguli Australis   | Jižní trojúhelník | |
| Avior                            | ε Carinae A             | Lodní kýl         | |
| Axólotl                          | HD 224693               | Velryba           | IAU 2019 NameExoWorlds Mexický návrh; Axolotl je významný obojživelník, jehož jméno znamená v jazyce nahuatl „vodní zvíře“. |
| Ayeyarwady                       | HD 18742                | Eridanus          | IAU 2019 NameExoWorlds Myanmarský návrh; jméno podle řeky Iravádí. |
| Azelfafage                       | π1 Cygni                | Labuť             | |
| Azha                             | η Eridani               | Eridanus          | |
| Azmidi                           | ξ Puppis Aa             | Lodní záď         | |
| Baekdu                           | 8 Ursae Minoris         | Malý medvěd       | IAU 2019 NameExoWorlds Korejský návrh, pojmenováno podle nejvyšší hory Korejského poloostrova. |
| Bake-eo (Bake Eo)                | γ Ophiuchi              | Hadonoš           | Jméno pro γ Oph pochází z Marshallových ostrovů. |
| Barnard's Star Barnardova hvězda | BD+04°3561a             | Hadonoš           | Pojmenována po americkém astronomovi Edwardu Barnardovi, který jako první změřil její vysoký vlastní pohyb. |
| Baten Kaitos                     | ζ Ceti Aa               | Velryba           | Odvozeno z arabského بطن قيطس batn qaytus („břicho mořské příšery“). |
| Batsũ̀                            | LHS 3844                | Indián            | IAU 2022 NameExoWorlds Kostarický návrh; v jazyku Bribri slovo pro kolibříka. |
| Beemim                           | υ3 Eridani              | Eridanus          | Tradiční název ze středověkých pramenů. |
| Beid                             | ο1 Eridani              | Eridanus          | Tradiční název odvozený z arabského slova بيض bayḍ („vejce“). |
| Belel                            | HD 181342               | Střelec           | IAU 2019 NameExoWorlds Senegalský návrh; Belel je vzácný zdroj vody na severu Senegalu. |
| Bélénos                          | HD 8574                 | Ryby              | IAU 2019 NameExoWorlds Francouzský návrh; pojmenováno po Belenovi, bohu světla, Slunce a zdraví v galské mytologii. |
| Bellatrix                        | γ Orionis               | Orion             | Latinsky „bojovnice“; pro tuto hvězdu se používal v 15. století. |
| Berehynia                        | HAT-P-15                | Perseus           | IAU 2019 NameExoWorlds Ukrajinský návrh; bohyně vod, břehů a řek ve slovanském náboženství, nyní národní bohyně – „matka krbu, ochránkyně země“. |
| Betelgeuse Betelgeuze            | α Orionis Aa            | Orion             | Odvozeno z arabského يد الجوزاء Yad al-Jawzā' („ruka“ Orionu) |
| Bharani                          | 41 Arietis Aa           | Beran             | Z indického termínu भरणी bharaṇī („nosič“); moderní název hvězdy byl dán nejjasnější hvězdě historického souhvězdí. |
| Bibhā                            | HD 86081                | Sextant           | IAU 2019 NameExoWorlds Indický návrh; Bengálská výslovnost sanskrtského slova Vibha („jasný paprsek světla“). |
| Biham                            | θ Pegasi                | Pegas             | Tradiční název Biham nebo Baham z arabského výrazu s'ad al Biham („šťastná hvězda mladých zvířat“). |
| Bodu                             | 95 Herculis             | Herkules          | Bó Dù (帛度, „textilní vládce“) je čínský asterismus složený ze dvou hvězd, zavedený tradicí Wuxian (巫咸) za dynastie Han. Od června 2025 přidělila IAU hvězdě jméno Bodu. |
| Bosona                           | HD 206610               | Vodnář            | IAU 2019 NameExoWorlds Návrh Bosny a Hercegoviny ; název území Bosny v 10. století. |
| Botein                           | δ Arietis               | Beran             | Moderní název z indického názvu měsíčního sídla al-butain („malé břicho“) pro δ, ϵ a ρ Ari. |
| Brachium                         | σ Librae A              | Váhy              | Řecko-latinský název ze starých pramenů. |
| Bubup                            | HD 38283                | Tabulová hora     | IAU 2019 NameExoWorlds Boonwurrungský návrh; Bubup je boonwurrungský výraz pro dítě. |
| Buna                             | HD 16175                | Andromeda         | IAU 2019 NameExoWorlds Etiopský návrh; běžně používaný výraz pro kávu. |
| Bunda                            | ξ Aquarii A             | Vodnář            | Bunda je perské lunární sídlo. |
| Canopus                          | α Carinae A             | Lodní kýl         | Ze starořeckého názvu Κάνωβος (Ptolemaiův pravopis), které bylo do řecké astronomie zavedeno ve 2. století př. n. l. Ve vývoji jména se zřejmě projevily egyptské vlivy. Znovu použito v renesanci. |
| Capella                          | α Aurigae Aa            | Vozka             | Starořímské jméno Capella znamená „malá samice kozy“ (ve starověku se však častěji používalo slovo Capra), podle řeckého jména hvězdy αίξ („koza“). |
| Caph                             | β Cassiopeiae A         | Kasiopeja         | Z arabského slova كف kaf („dlaň“), v moderní době zkráceno z arabského al-Kaff al-Khadib („poskvrněná ruka“), což se alternativně používá pro všechny jasnější hvězdy Kasiopeji. |
| Castor                           | α Geminorum Aa          | Blíženci          | Ze starořeckého jména Κάστωρ, postavy z řecké a římské mytologie, dvojčete Polluxe (β Gem). Znovu použito v renesanci. |
| Castula                          | υ2 Cassiopeiae          | Kasiopeja         | Castula je latinský název pro typ dámské tuniky. Johann Bayer (1603, Uranometria) připisuje označení „castulum“ (řecká přezdívka ταινίαν pro stuhu) Noniovi. |
| Cebalrai                         | β Ophiuchi              | Hadonoš           | Z indického كلب الراعي kalb al-rā‘ī („pastýřský pes“). Tento pes spolu s pastýřem (α Oph), dvěma řadami hvězd a všemi slabými hvězdnými ovcemi v této části oblohy zřejmě tvoří ucelenou skupinu obrazce. |
| Ceibo                            | HD 63454                | Chameleon         | 2019 IAU100 NameExoWorlds Uruguayský návrh; Ceibo je název uruguayského stromu, z něhož pochází národní květina. |
| Celaeno                          | 16 Tauri                | Býk               | Člen otevřené hvězdokupy Plejády (M45). Celaeno byla v řecké mytologii jednou ze sester Plejád. |
| Cervantes                        | μ Arae                  | Oltář             | 2015 NameExoWorlds Španělský návrh; Pojmenováno podle Miguela de Cervantese y Saavedry, španělského autora románu Důmyslný rytíř Don Quijote de la Mancha. |
| Citadelle                        | HD 1502                 | Ryba              | 2019 IAU100 NameExoWorlds Haitský návrh; Citadelle Laferrière je rozsáhlá pevnost na vrcholu hory v oblasti Nord na Haiti, byla zapsána na seznam světového dědictví UNESCO. |
| Citalá                           | HD 52265                | Jednorožec        | 2019 IAU100 NameExoWorlds Salvadorský návrh; Citalá znamená v domorodém jazyce Nahuatl řeku hvězd. |
| Cocibolca                        | HD 4208                 | Sochař            | 2019 IAU100 NameExoWorlds Nikaragujský návrh; Cocibolca je v jazyce Nahuatl název pro největší Nikaragua jezero v Nikaragui. |
| Copernicus                       | 55 Cancri A             | Rak               | 2015 NameExoWorlds Nizozemský návrh; Na počest polského astronoma Mikuláše Koperníka. |
| Cor Caroli                       | α2 Canum Venaticorum Aa | Honící psi        | Pojmenováno na počest krále Karla I. Stuarta. |
| Cujam                            | ω Herculis A            | Herkules          | Z latinského slova caiam („kyj“), údajně použitého v klasické básni odkazující na mytologickou postavu Héraklése, nikoli na souhvězdí. V renesanci se slovo uplatnilo jako název hvězdy. |
| Cursa                            | β Eridani               | Eridanus          | Z arabského asterismu al-kursiy al-Jauza' al-muqaddam („nejpřednější podstavec aljauza“) pro hvězdy λ, β a ψ Eri a τ Ori. |
| Dabih                            | β Capricorni            | Kozoroh           | |
| Dalim                            | α Fornacis              | Pec               | Název pro hvězdu zavedl Piazzi (1814) podle původního arabského asterismu ظَلِيم al-ẓalīm („pštros“), objevoval se i u dalších hvězd. Schváleno IAU v roce 2017. |
| Danfeng                          | HIP 115211              | Tukan             | Danfeng (丹凤) označuje červeného fénixe, posvátného ptáka, který ve starověké čínské legendě symbolizuje štěstí. Schváleno IAU v roce 2023. |
| Deltonon                         | δ Trianguli             | Trojúhelník       | Deltoton (Δελτωτόν) je moderní hvězdné jméno pro δ Tri založené na starořecké variantě jména pro souhvězdí Trojúhelníka. Schváleno IAU v červnu 2025. |
| Deneb                            | α Cygni                 | Labuť             | |
| Deneb Algiedi                    | δ Capricorni            | Kozoroh           | |
| Denebola                         | β Leonis                | Lev               | |
| Diadem                           | α Comae Berenices       | Vlasy Bereniky    | |
| Dilmun                           | WASP-121                | Lodní záď         | Dilmun byl sumerský název starověké civilizace na Bahrajnském souostroví a na východě Arabského poloostrova. Schváleno IAU v srpnu 2023. |
| Dingolay                         | HD 96063                | Lev               | 2019 IAU100 NameExoWorlds Dingolay znamená tanec, kroucení a otáčení se ve složitých pohybech, což symbolizuje kulturu a jazyk předků obyvatel Trinidadu a Tobaga. |
| Diphda                           | β Ceti                  | Velryba           | |
| Dìwö                             | WASP-17                 | Štír              | 2019 IAU100 NameExoWorlds Dìwö v jazyce Bribri znamená slunce (větší než slunce, které známe), které nikdy nezhasíná. |
| Diya                             | WASP-72                 | Pec               | 2019 IAU100 NameExoWorlds Diya je olejová lampa, kterou přivezli indičtí předkové na Mauricius ve 20. letech 19. století a která se používá k osvětlení při zvláštních příležitostech, včetně svátku světla Díválí. |
| Dofida                           | HD 117618               | Kentaur           | 2019 IAU100 NameExoWorlds Dofida znamená v jazyce Nias „naše hvězda“. |
| Dombay                           | HAT-P-3                 | Velká medvědice   | 2019 IAU100 NameExoWorlds Dombaj je letovisko v pohoří Severního Kavkazu, které je obklopeno horskými lesy a bohatou divokou přírodou včetně medvědů. |
| Dschubba                         | δ Scorpii               | Štír              | Použito v moderní době ze zkratky názvu jabhat al-'aqrab („čelo štíra“) pro β, δ a π Sco. |
| Dubhe                            | α Ursae Majoris         | Velká medvědice   | |
| Dziban                           | ψ1 Draconis             | Drak              | Dsiban, z Al Dhibain (arabský název pro ζ a η Dra), což některé zdroje přisuzují dvojici ψ1, ψ2 Dra. |
| Ebla                             | HD 218566               | Ryby              | 2019 IAU100 NameExoWorlds Ebla bylo jedním z prvních království v Sýrii a ve 2. a 3. tisíciletí př. n. l. bylo významným regionem. |
| Edasich                          | ι Draconis              | Drak              | |
| Electra                          | 17 Tauri                | Býk               | |
| Elgafar                          | ϕ Virginis A            | Panna             | Německý astronom Ideler (1809) popsal arabské lunární sídlo „El-ġafr“ (arabsky الغفر al-ghafr) pro hvězdy ϕ, ι a κ Virginis. Schváleno IAU v roce 2018. |
| Elkurud                          | θ Col                   | Holubice          | Raní arabští básníci označovali řadu anonymních hvězd jako الفرود al-furūd („osamělé“). Allen (1899) navrhl, že al-furūd mohl být starý přepisovatelský omyl pro القرود al-qurūd („opice“), který přeložil jako „Al Ḳurūd“. IAU použila v roce 2018 pro tuto hvězdu zřídkavou transliteraci Elkurud, protože pro ζ CMa již bylo zvoleno Furud. |
| Elnath                           | β Tauri                 | Býk               | |
| Eltanin                          | γ Draconis              | Drak              | |
| Emiw                             | HD 7199                 | Tukan             | 2019 IAU100 NameExoWorlds Emiw znamená v místním jazyce Makhuwa v severní oblasti Mosambiku slovo láska. |
| Enif                             | ε Pegasi                | Pegas             | |
| Errai                            | γ Cephei                | Cefeus            | |
| Fafnir                           | 42 Draconis A           | Drak              | 2015 NameExoWorlds Fafnir byl severský mytologický trpaslík, který se proměnil v draka. |
| Fang                             | π Scorpii Aa            | Štír              | Určující hvězda čínského lunárního sídla 房 Fáng („místnost“) jež tvoří podle pramenů ze 3. tisíciletí př. n. l. 4 hvězdy. |
| Fawaris                          | δ Cygni A               | Labuť             | Tradičně neměla Delta Cygni žádné vlastní jméno a patřila do arabského asterismu al-Fawāris (الفوارس), což v domorodé arabštině znamená „Jezdci“, spolu s ζ, ε a γ Cygni, příčkou Severního kříže. Schváleno IAU v roce 2018. |
| Felis                            | HD 85951                | Hydra             | Felis (Kočka) je název souhvězdí, které navrhl Lalande. Název se vztahuje na jednu hvězdu v oblasti, kterou souhvězdí pokrývalo. Schváleno IAU v roce 2018. |
| Felixvarela                      | BD-17 63                | Velryba           | 2019 IAU100 NameExoWorlds Felix Varela (1788-1853) byl prvním učitelem přírodních věd na Kubě v klášterech San Carlos a San Ambrosio. |
| Filetdor                         | WASP-166                | Hydra             | IAU 2022 NameExoWorlds „Filet d'Or“ odkazuje na zlatého mořského hada, hlavního hrdinu mallorské lidové pohádky „Na Filet d'Or“. |
| Flegetonte                       | HD 102195               | Panna             | 2019 IAU100 NameExoWorlds Flegethón je podsvětní ohnivá řeka z řecké mytologie v italské povídkové básni o posmrtném životě „Divina Commedia“ (Božská komedie) od Danta Alighieriho, zvolená jako narážka na ohnivou povahu hvězdy. |
| Fomalhaut                        | α Piscis Austrini       | Jižní ryba        | |
| Formosa                          | HD 100655               | Lev               | 2019 IAU100 NameExoWorlds Formosa je historický název Tchaj-wanu ze 17. století, který v latině znamená krásný. |
| Franz                            | HAT-P-14                | Herkules          | 2019 IAU100 NameExoWorlds Rakouský návrh; pojmenováno po císaři a králi Františkovi Josefovi I. |
| Fulu                             | ζ Cassiopeiae           | Kasiopeja         | Z tradičního čínského jednohvězdného asterismu 附路 Fùlù: „pomocná cesta“ do Gedao. |
| Fumalsamakah                     | β Piscium               | Ryba              | Z arabského فم السمكة fum al-samakah („ústa ryby“). Schváleno IAU v roce 2018. |
| Funi                             | HD 109246               | Drak              | 2019 IAU100 NameExoWorlds Funi je staré islandské slovo, které znamená oheň nebo plamen. |
| Furud                            | ζ Canis Majoris Aa      | Velký pes         | Z arabského slova al-furud, "osamělý", které arabský básník použil v narážce na anonymní "osamělé hvězdy" kolem nějaké jiné hvězdy. |
| Fuyue                            | G Scorpii               | Štír              | Z čínského jména Fu Yue, kancléře z dynastie [Šang]]. |
| Gacrux                           | γ Crucis                | Jižní kříž        | |
| Gakyid                           | HD 73534                | Rak               | 2019 IAU100 NameExoWorlds Bhútánský návrh, Gakyid znamená štěstí. |
| Gar                              | GJ 486                  | Panna             | IAU NameExoWorlds 2022 Gar znamená v baskičtině plamen. |
| Geminga                          | PSR B0633+17            | Blíženci          | Geminga je uměle vymyšlený termín pro gama a rentgenový pulsar, který objevil a pojmenoval italský fyzik Giovanni Bignani (1983). Schváleno IAU v roce 2022. |
| Giausar                          | λ Draconis              | Drak              | Z perského slova jauzahr, což je technický termín označující uzly dráhy Měsíce nebo jiné planety. V moderní době použito jako jméno pro λ Dra. |
| Gienah                           | γ Corvi A               | Havran            | Moderní jméno z arabského slova janab („křídlo“). V Almagestu leží ε Cyg i γ Crv na křídlech svých souhvězdí. |
| Ginan                            | ε Crucis                | Jižní kříž        | Ginan je wardamanské (Severní teritorium v Austrálii) jméno pro ε Cru. |
| Gloas                            | WASP-13                 | Rys               | 2019 IAU100 NameExoWorlds V keltské manštině znamená Gloas zářit (jako hvězda). |
| Gnomon                           | WASP-43                 | Sextant           | IAU NameExoWorlds 2022 Gnómon (γνώμων) je základní astronomický přístroj, podobně jako sluneční hodiny, jehož délka a směr stínu může ukazovat čas nebo určovat zeměpisnou šířku. |
| Gomeisa                          | β Canis Minoris A       | Malý pes          | Z arabského příjmení al-ghumaisa' („malý s krvavýma očima“ nebo „se špinavou tekutinou v koutku oka“) pro hvězdu α CMi, později chybně přeneseno na β CMi. |
| Granátová hvězda                 | μ Cephei                | Cefeus            | |
| Grumium                          | ξ Draconis A            | Drak              | Pozdně latinské slovo (správně by se mělo psát grunnum) s významem „rypák“ nebo „tlama (zejména prasečí)“, použité ve středověkém latinském Almagestu při popisu této hvězdy. Slovo se jako název hvězdy uplatnilo až v moderní době. |
| Guahayona                        | HAT-P-26                | Panna             | IAU NameExoWorlds 2022 Guahayona byl taínský mytologický hrdina, který „zářil svým vlastním světlem“ a je ztotožňován s ranní a večerní „hvězdou“ Venuší. |
| Gudja                            | κ Serpentis             | Had               | Gudja je wardamanské jméno pro κ Ser. Gudja je vodní ještěr, který souvisí se zrozením a znovuzrozením. Schváleno IAU v roce 2018. |
| Gumala                           | V5652 Sgr               | Střelec           | 2019 IAU100 NameExoWorlds Gumala je malajské slovo, které znamená magický kámen, který se nachází v hadech nebo dracích. |
| Guniibuu                         | 36 Ophiuchi A           | Hadonoš           | Guniibuu je název původních obyvatel Nového Jižního Walesu pro červenoprsého ptáka (Petroica boodang). Tradiční příběh spojuje Guniibuu s hvězdou Gidjirrigaa (Budgerigar) κ Sco. |
| Hadar                            | β Centauri Aa           | Kentaur           | Z indického jména hadari, pro jednu z dvojice hvězd (α/β Cen nebo α/β Col), z nichž druhá je al-wazn. Později bylo označení „Hadar“ použito pro β Cen. |
| Haedus                           | η Aurigae               | Vozka             | |
| Hamal                            | α Arietis               | Beran             | |
| Hassaleh                         | ι Aurigae               | Vozka             | |
| Hatysa                           | ι Orionis Aa            | Orion             | |
| Helvetios                        | 51 Pegasi               | Pegas             | |
| Heng                             | ν Centauri              | Kentaur           | |
| Heze                             | ζ Virginis A            | Panna             | |
| Hoerikwaggo                      | α Mensae                | Tabulová hora     | |
| Hoggar                           | HD 28678                | Býk               | |
| Homam                            | ζ Pegasi A              | Pegas             | |
| Honores                          | 7 Andromedae            | Andromeda         | |
| Horna                            | HAT-P-38                | Trojúhelník       | |
| Hunahpú                          | HD 98219                | Pohár             | |
| Hunor                            | HAT-P-2                 | Herkules          | |
| Chalawan                         | 47 Ursae Majoris        | Velká medvědice   | 2015 NameExoWorlds Thajský návrh; Chalawan je mytologický krokodýlí král z thajské lidové pohádky. |
| Chamukuy                         | θ2 Tauri Aa             | Býk               | Chamukuy v jazyce yucatánských Mayů znamená malý pták. |
| Chaophraya                       | WASP-50                 | Eridanus          | 2019 NameExoWorlds Návrh thajských amatérských astronomů; Chao Phraya je velká thajská řeka. |
| Chara                            | β Canum Venaticorum Aa  | Honící psi        | Název použit v renesanci z řeckého slova χαρά („radost“), které použil Hevelius v roce 1690 k pojmenování „Jižního psa“ (označeného α a β CVn) ve svém novém souhvězdí Canes Venatici. |
| Chasoň                           | HAT-P-5                 | Lyra              | 2019 IAU100 NameExoWorlds Slovenský návrh; Chasoň je staroslovenský výraz pro Slunce. |
| Chechia                          | HD 192699               | Orel              | 2019 IAU100 NameExoWorlds Tuniský návrh; Chechia je tradiční červený vlněný čepec, který nosí muži i ženy a který symbolizuje bohaté tradice země a je považován za tuniskou národní pokrývku hlavy. |
| Chertan                          | θ Leonis                | Lev               | Z arabského al-kharātān („dvě malá žebra“), původního označení pro δ a θ Leo. |
| Iklil                            | ρ Scorpii Aa            | Štír              | |
| Illyrian                         | HD 82886                | Malý lev          | |
| Imai                             | δ Crucis                | Jižní kříž        | |
| Inquill                          | HD 156411               | Oltář             | |
| Intan                            | HD 20868                | Pec               | |
| Intercrus                        | HD 81688                | Velká medvědice   | |
| Irena                            | WASP-38                 | Herkules          | |
| Itonda                           | HD 208487               | Jeřáb             | |
| Izar                             | ε Boötis A              | Pastýř            | |
| Jabbah                           | ν Scorpii Aa            | Štír              | |
| Jishui                           | ο Geminorum             | Blíženci          | |
| Kaewkosin                        | GJ 3470                 | Rak               | |
| Kaffaljidhma                     | γ Ceti A                | Velryba           | |
| Kaffalmusalsala                  | κ Andromedae            | Andromeda         | |
| Kalausi                          | HD 83443                | Plachty           | |
| Kamuy                            | HD 145457               | Vlasy Bereniky    | |
| Kang                             | κ Virginis              | Panna             | |
| Karaka                           | HD 137388               | Rajka             | |
| Kaus Australis                   | ε Sagittarii A          | Střelec           | |
| Kaus Borealis                    | λ Sagittarii            | Střelec           | |
| Kaus Media                       | δ Sagittarii            | Střelec           | |
| Kaveh                            | HD 175541               | Had               | |
| Keid                             | ο2 Eridani A            | Eridanus          | |
| Khambalia                        | λ Virginis A            | Panna             | |
| Kitalpha                         | α Equulei A             | Koníček           | |
| Koeia                            | HIP 12961               | Eridanus          | |
| Kochab                           | β Ursae Minoris         | Malý medvěd       | |
| Koit                             | XO-4                    | Rys               | |
| Komondor                         | HAT-P-12                | Honící psi        | |
| Kornephoros                      | β Herculis Aa           | Herkules          | |
| Kosjenka                         | WASP-63                 | Holubice          | |
| Kraz                             | β Corvi                 | Havran            | |
| Kui                              | η Andromedae            | Andromeda         | |
| Kulou                            | ι Centauri              | Kentaur           | |
| Kurhah                           | ξ Cephei Aa             | Cefeus            | |
| La Superba                       | Y Canum Venaticorum     | Honící psi        | |
| Lang-Exster                      | α Tucanae               | Tukan             | |
| Larawag                          | ε Scorpii               | Štír              | |
| Leepwal                          | ζ Centauri              | Kentaur           | |
| Lerna                            | HAT-P-42                | Hydra             | |
| Lesath                           | υ Scorpii               | Štír              | |
| Libertas                         | ξ Aquilae A             | Orel              | |
| Liesma                           | HD 118203               | Velká medvědice   | |
| Lich                             | PSR B1257+12            | Panna             | |
| Lilii Borea                      | 39 Arietis              | Beran             | |
| Lionrock                         | HD 212771               | Vodnář            | |
| Lucilinburhuc                    | HD 45350                | Vozka             | |
| Lusitânia                        | HD 45652                | Jednorožec        | |
| Maasym                           | λ Herculis              | Herkules          | |
| Macondo                          | HD 93083                | Vývěva            | |
| Mago                             | HD 32518                | Žirafa            | |
| Mahasim                          | θ Aurigae A             | Vozka             | |
| Mahsati                          | HD 152581               | Hadonoš           | |
| Maia                             | 20 Tauri                | Býk               | |
| Malmok                           | WASP-39                 | Panna             | |
| Marfik                           | λ Ophiuchi A            | Hadonoš           | |
| Markab                           | α Pegasi                | Pegas             | |
| Markeb                           | κ Velorum               | Plachty           | |
| Márohu                           | WASP-6                  | Vodnář            | |
| Marsic                           | κ Herculis A            | Herkules          | |
| Maru                             | WD 0806−661             | Létající ryba     | |
| Matar                            | η Pegasi Aa             | Pegas             | |
| Matza                            | HIP 65426               | Kentaur           | |
| Mazaalai                         | HAT-P-21                | Velká medvědice   | |
| Mebsuta                          | ε Geminorum             | Blíženci          | |
| Megrez                           | δ Ursae Majoris         | Velká medvědice   | |
| Meissa                           | λ Orionis A             | Orion             | |
| Mekbuda                          | ζ Geminorum Aa          | Blíženci          | |
| Meleph                           | ε Cancri Aa             | Rak               | |
| Menkalinan                       | β Aurigae Aa            | Vozka             | |
| Menkar                           | α Ceti                  | Velryba           | |
| Menkent                          | θ Centauri              | Kentaur           | |
| Menkib                           | ξ Persei                | Perseus           | |
| Merak                            | β Ursae Majoris         | Velká medvědice   | |
| Merga                            | 38 Boötis               | Pastýř            | |
| Meridiana                        | α Coronae Australis     | Jižní koruna      | |
| Merope                           | 23 Tauri Aa             | Býk               | |
| Mesarthim                        | γ2 Arietis A            | Beran             | |
| Miaplacidus                      | β Carinae               | Lodní kýl         | |
| Mimosa                           | β Crucis                | Jižní kříž        | |
| Minchir                          | σ Hydrae                | Hydra             | |
| Minelauva                        | δ Virginis              | Panna             | |
| Mintaka                          | δ Orionis Aa            | Orion             | |
| Mira                             | ο Ceti Aa               | Velryba           | |
| Mirach                           | β Andromedae            | Andromeda         | |
| Miram                            | η Persei A              | Perseus           | |
| Mirfak                           | α Persei                | Perseus           | |
| Mirzam                           | β Canis Majoris         | Velký pes         | |
| Misam                            | κ Persei Aa             | Perseus           | |
| Mizar                            | ζ Ursae Majoris Aa      | Velká medvědice   | |
| Moldoveanu                       | XO-1                    | Severní koruna    | |
| Mönch                            | HD 130322               | Panna             | |
| Montuno                          | WASP-79                 | Eridanus          | |
| Morava                           | WASP-60                 | Pegas             | |
| Moriah                           | HAT-P-23                | Delfín            | |
| Mothallah                        | α Trianguli             | Trojúhelník       | |
| Mouhoun                          | HD 30856                | Eridanus          | |
| Mpingo                           | WASP-71                 | Velryba           | |
| Muliphein                        | γ Canis Majoris         | Velký pes         | |
| Muphrid                          | η Boötis Aa             | Pastýř            | |
| Muscida                          | ο Ursae Majoris A       | Velká medvědice   | |
| Musica                           | 18 Delphini             | Delfín            | |
| Muspelheim                       | HAT-P-29                | Perseus           | |
| Nahn                             | ξ Cancri A              | Rak               | |
| Naledi                           | WASP-62                 | Mečoun            | |
| Naos                             | ζ Puppis                | Lodní záď         | |
| Nashira                          | γ Capricorni A          | Kozoroh           | |
| Násti                            | HD 68988                | Velká medvědice   | |
| Natasha                          | HD 85390                | Plachty           | |
| Nekkar                           | β Boötis                | Pastýř            | |
| Nembus                           | 51 Andromedae           | Andromeda         | |
| Nenque                           | HD 6434                 | Fénix             | |
| Nervia                           | HD 49674                | Vozka             | |
| Nihal                            | β Leporis A             | Zajíc             | |
| Nikawiy                          | HD 136418               | Pastýř            | |
| Noquisi                          | GJ 436                  | Lev               | |
| Nosaxa                           | HD 48265                | Lodní záď         | |
| Nunki                            | σ Sagittarii Aa         | Střelec           | |
| Nusakan                          | β Coronae Borealis A    | Severní koruna    | |
| Nushagak                         | HD 17156                | Kasiopeja         | |
| Nyamien                          | WASP-15                 | Kentaur           | |
| Ogma                             | HD 149026               | Herkules          | |
| Okab                             | ζ Aquilae A             | Orel              | |
| Orkaria                          | GJ 1214                 | Hadonoš           | |
| Paikauhale                       | τ Scorpii A             | Štír              | |
| Paradys                          | α Apodis                | Rajka             | |
| Parumleo                         | WASP-32                 | Ryby              | |
| Peacock                          | α Pavonis Aa            | Páv               | |
| Petra                            | WASP-80                 | Orel              | |
| Phact                            | α Columbae              | Holubice          | |
| Phecda                           | γ Ursae Majoris Aa      | Velká medvědice   | |
| Pherkad                          | γ Ursae Minoris         | Malý medvěd       | |
| Phoenicia                        | HD 192263               | Orel              | |
| Phyllon Kissinou                 | 23 Comae Berenices      | Vlasy Bereniky    | |
| Piautos                          | λ Cancri                | Rak               | |
| Pincoya                          | HD 164604               | Střelec           | |
| Pipirima                         | μ2 Scorpii A            | Štír              | |
| Pipit                            | ν Puppis                | Lodní záď         | |
| Pipoltr                          | V1434 Herculis          | Herkules          | |
| Pleione                          | 28 Tauri Aa             | Býk               | |
| Poerava                          | HD 221287               | Tukan             | |
| Polárka                          | α Ursae Minoris         | Malý medvěd       | |
| Polaris Australis                | σ Octantis              | Oktant            | |
| Polis                            | μ Sagittarii Aa         | Střelec           | |
| Pollux                           | β Geminorum             | Blíženci          | |
| Porrima                          | γ Virginis A            | Panna             | |
| Praecipua                        | 46 Leonis Minoris       | Malý lev          | |
| Prima Hyadum                     | γ Tauri A               | Býk               | |
| Procyon                          | α Canis Minoris A       | Malý pes          | |
| Propus                           | η Geminorum A           | Blíženci          | |
| Proxima Centauri                 | α Centauri C            | Kentaur           | |
| Quadrans                         | 44 Boötis A             | Pastýř            | |
| Ramus                            | 102 Herculis            | Herkules          | |
| Ran                              | ε Eridani               | Eridanus          | |
| Rana                             | δ Eridani               | Eridanus          | |
| Rapeto                           | HD 153950               | Štír              | |
| Rasalas                          | μ Leonis                | Lev               | |
| Rasalgethi                       | α1 Herculis Aa          | Herkules          | |
| Rasalhague                       | α Ophiuchi A            | Hadonoš           | |
| Rasalnaqa                        | ι Andromedae            | Andromeda         | |
| Rastaban                         | β Draconis A            | Drak              | |
| Regulus                          | α Leonis A              | Lev               | |
| Revati                           | ζ Piscium A             | Ryba              | |
| Rhombus                          | α Reticuli              | Síť               | |
| Rigel                            | β Orionis A             | Orion             | |
| Rigil Kentaurus                  | α Centauri A            | Kentaur           | |
| Rosalíadecastro                  | HD 149143               | Hadonoš           | |
| Rotanev                          | β Delphini A            | Delfín            | |
| Ruchbah                          | δ Cassiopeiae Aa        | Kasiopeja         | |
| Rukbat                           | α Sagittarii            | Střelec           | |
| Sabik                            | η Ophiuchi A            | Hadonoš           | |
| Saclateni                        | ζ Aurigae A             | Vozka             | |
| Sadachbia                        | γ Aquarii Aa            | Vodnář            | |
| Sadalbari                        | μ Pegasi                | Pegas             | |
| Sadalmelik                       | α Aquarii A             | Vodnář            | |
| Sadalsuud                        | β Aquarii A             | Vodnář            | |
| Sadr                             | γ Cygni A               | Labuť             | |
| Safina                           | 88 Aquarii              | Vodnář            | |
| Sagarmatha                       | HD 100777               | Lev               | |
| Saiph                            | κ Orionis               | Orion             | |
| Salm                             | τ Pegasi                | Pegas             | |
| Sāmaya                           | HD 205739               | Jižní ryba        | |
| Sansuna                          | HAT-P-34                | Šíp               | |
| Sargas                           | θ Scorpii A             | Štír              | |
| Sarin                            | δ Herculis Aa           | Herkules          | |
| Sceptrum                         | 53 Eridani A            | Eridanus          | |
| Secunda Hyadum                   | δ1 Tauri Aa             | Býk               | |
| Segin                            | ε Cassiopeiae           | Kasiopeja         | |
| Seginus                          | γ Boötis Aa             | Pastýř            | |
| Sham                             | α Sagittae              | Šíp               | |
| Shama                            | HD 99109                | Lev               | |
| Shaomin                          | ρ Leonis                | Lev               | |
| Sharjah                          | HIP 79431               | Štír              | |
| Shaula                           | λ Scorpii Aa            | Štír              | |
| Sheliak                          | β Lyrae Aa1             | Lyra              | |
| Sheratan                         | β Arietis A             | Beran             | |
| Shimu                            | ζ Andromedae            | Andromeda         | |
| Scheat                           | β Pegasi                | Pegas             | |
| Schedar                          | α Cassiopeiaee          | Kasiopeja         | |
| Sika                             | HD 181720               | Štír              | |
| Sirius                           | α Canis Majoris A       | Velký pes         | |
| Situla                           | κ Aquarii A             | Vodnář            | |
| Skat                             | δ Aquarii A             | Vodnář            | |
| Solaris                          | BD+14 4559              | Peg               | |
| Solitaire                        | E Hydrae                | Hydra             | |
| Spica                            | α Virginis Aa           | Panna             | |
| Stellio                          | α Lacertae              | Ještěrka          | |
| Sterrennacht                     | HAT-P-6                 | Andromeda         | |
| Stribor                          | HD 75898                | Rys               | |
| Sualocin                         | α Delphini Aa           | Delfín            | |
| Subra                            | ο Leonis Aa             | Lev               | |
| Suhail                           | λ Velorum               | Plachty           | |
| Sulafat                          | γ Lyrae                 | Lyra              | |
| Syrma                            | ι Virginis              | Panna             | |
| Tabit                            | π3 Orionis              | Orion             | |
| Taika                            | HAT-P-40                | Ještěrka          | |
| Taiyangshou                      | χ Ursae Majoris         | Velká medvědice   | |
| Taiyi                            | 8 Draconis              | Drak              | |
| Talitha                          | ι Ursae Majoris Aa      | Velká medvědice   | |
| Tangra                           | WASP-21                 | Pegas             | |
| Tania Australis                  | μ Ursae Majoris A       | Velká medvědice   | |
| Tania Borealis                   | λ Ursae Majoris A       | Velká medvědice   | |
| Tapecue                          | HD 63765                | Lodní kýl         | |
| Tarazed                          | γ Aquilae               | Orel              | |
| Tarf                             | β Cancri A              | Rak               | |
| Taygeta                          | 19 Tauri Aa             | Býk               | |
| Tegmine                          | ζ1 Cancri A             | Rak               | |
| Tejat                            | μ Geminorum Aa          | Blíženci          | |
| Tengshe                          | V424 Lacertae           | Ještěrka          | |
| Terebellum                       | ω Sagittarii A          | Střelec           | |
| Tevel                            | HAT-P-9                 | Vozka             | |
| Theemin                          | υ2 Eridani              | Eridanus          | |
| Thuban                           | α Draconis A            | Drak              | |
| Tiaki                            | β Gruis                 | Jeřáb             | |
| Tianfu                           | τ Aquilae               | Orel              | |
| Tianguan                         | ζ Tauri A               | Býk               | |
| Tianyi                           | 7 Draconis              | Drak              | |
| Timir                            | HD 148427               | Hadonoš           | |
| Tislit                           | WASP-161                | Lodní záď         | |
| Titawin                          | υ Andromedae A          | Andromeda         | |
| Tojil                            | WASP-22                 | Eridanus          | |
| Toliman                          | α Centauri B            | Kentaur           | |
| Tonatiuh                         | HD 104985               | Žirafa            | |
| Torcular                         | ο Piscium A             | Ryba              | |
| Tuiren                           | HAT-P-36                | Honící psi        | |
| Tupã                             | HD 108147               | Jižní kříž        | |
| Tupi                             | HD 23079                | Síť               | |
| Tureis                           | ρ Puppis A              | Lodní záď         | |
| Tusizuo                          | 109 Herculis            | Herkules          | |
| Udkadua                          | λ Andromedae            | Andromeda         | |
| Ukdah                            | ι Hydrae                | Hydra             | |
| Uklun                            | HD 102117               | Kentaur           | |
| Unukalhai                        | α Serpentis             | Had               | |
| Unurgunite                       | σ Canis Majoris         | Velký pes         | |
| Uridim                           | α Lupi                  | Vlk               | |
| Uruk                             | HD 231701               | Střelec           | |
| Uúba                             | LTT 9779                | Sochař            | |
| Vega                             | α Lyrae                 | Lyra              | |
| Veritate                         | 14 Andromedae A         | Andromeda         | |
| Vindemiatrix                     | ε Virginis              | Panna             | |
| Wasat                            | δ Geminorum Aa          | Blíženci          | |
| Wattle                           | WASP-19                 | Plachty           | |
| Wazn                             | β Columbae              | Holubice          | |
| Wezen                            | δ Canis Majoris Aa      | Velký pes         | |
| Wouri                            | WASP-69                 | Vodnář            | |
| Wurren                           | ζ Phoenicis Aa          | Fénix             | |
| Xami                             | α Circini               | Kružítko          | |
| Xamidimura                       | μ1 Scorpii Aa           | Štír              | |
| Xihe                             | HD 173416               | Lyra              | |
| Xuange                           | λ Boötis                | Pastýř            | |
| Yed Posterior                    | ε Ophiuchi              | Hadonoš           | |
| Yed Prior                        | δ Ophiuchi              | Hadonoš           | |
| Yildun                           | δ Ursae Minoris         | Malý medvěd       | |
| Yunü (Yunu)                      | 31 Leonis               | Lev               | |
| Zaniah                           | η Virginis Aa           | Panna             | |
| Zaurak                           | γ Eridani               | Eridanus          | |
| Zavijava                         | β Virginis              | Panna             | |
| Zembra                           | HATS-72                 | Vodnář            | |
| Zhang                            | υ1 Hydrae A             | Hydra             | |
| Zhou                             | β Serpentis             | Had               | |
| Zibal                            | ζ Eridani Aa            | Eridanus          | |
| Zosma                            | δ Leonis                | Lev               | |
| Zubenelgenubi                    | α2 Librae Aa            | Váhy              | |
| Zubenelhakrabi                   | γ Librae A              | Váhy              | |
| Zubeneschamali                   | β Librae                | Váhy              | |